# Buldoghangyaformák

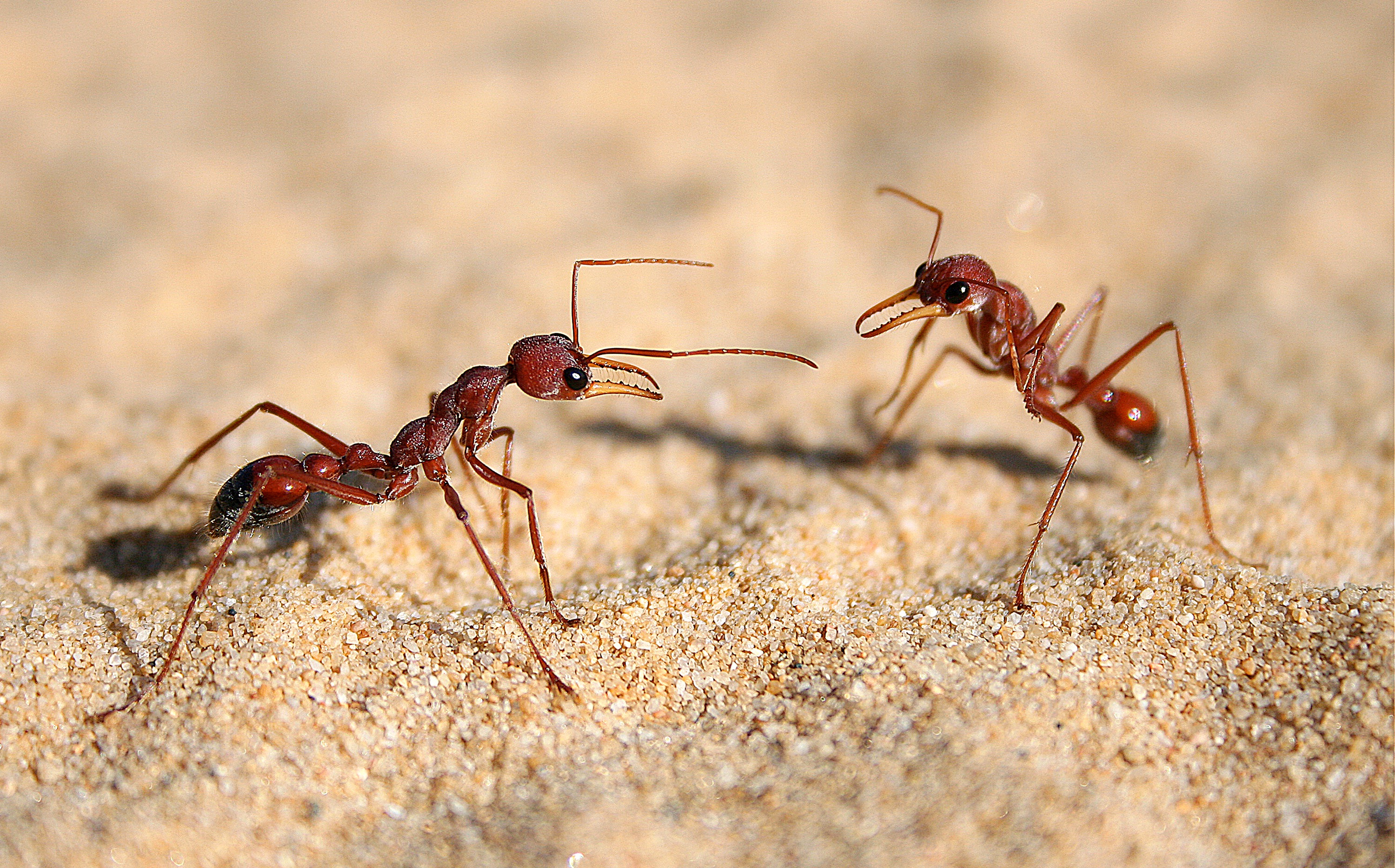
Myrmecia nigriscapa dolgozók kommunikációja

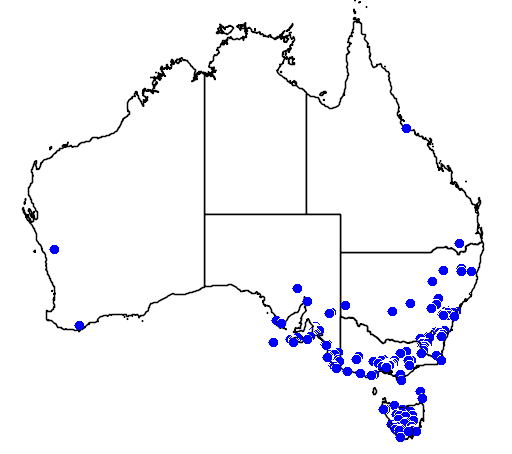
Hegyi buldoghangya (Myrmecia pilosula) dokumentált előfordulása Ausztráliában és Tasmániában

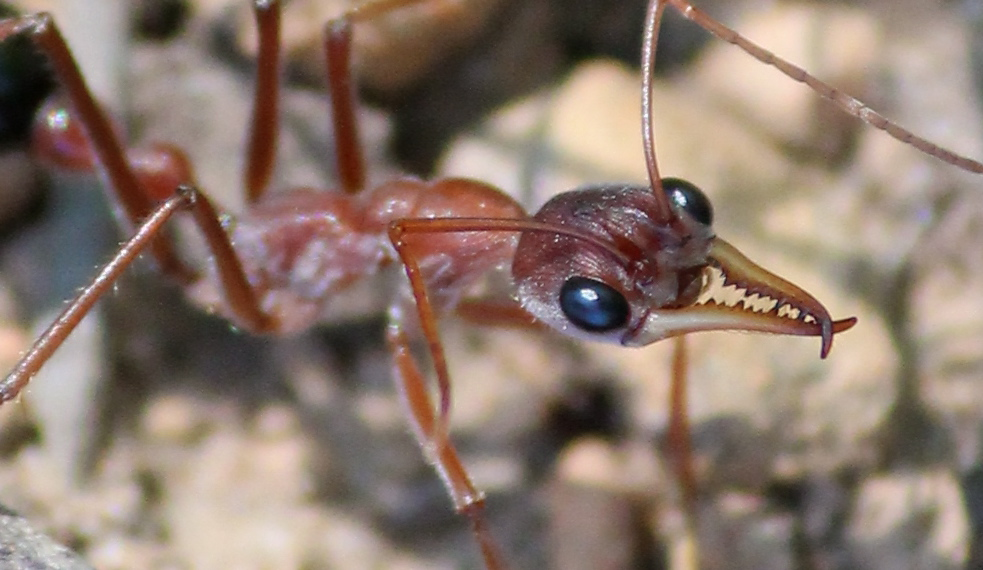
Buldoghangya feje

A buldoghangyaformák (Myrmeciinae) a hártyásszárnyúak (Hymenoptera)rendjében a fullánkosdarázs-alkatúak (Apocrita) alrendjébe sorolt hangyák (Formicidae) családjának egyik kisebb alcsaládja két recens és hat kihalt nemmel.

## Származásuk, elterjedésük
Magyarországon egy fajuk sem honos.

## Megjelenésük, felépítésük
Nagy, erős hangyák, többnyire elérik a 2–2,5 cm-t. A buldoghangya (Myrmecia) nem tagjai az ausztráliai faunabirodalomban (Notogea) élnek.
Mérgük fő komponense a hisztamin.

## Életmódjuk, élőhelyük
Ebbe az alcsaládba tartozik az Ausztráliában élő vörös buldoghangya (Myrmecia sanguinea) rokonsága. A közelükbe kerülő embert dühösen megtámadják, hatalmas rágójukkal összecsipkedik, és hatalmas fullánkjukkal megszurkálják. A vizet, nemcsak isszák, de egyes megfigyelők szerint fürdenek és úsznak is benne.

## Rendszertani felosztásuk és a Magyarországon ismertebb fajok
Az alcsaládot két nemzetségre bontják. A kihalt nemek nagy többsége nemzetségbe sorolatlan.
- buldoghangya-rokonúak (Myrmeciini) nemzetsége egy nemmel:
  - buldoghangya (Myrmecia)
    - vörös buldoghangya (Myrmecia gulosa)
    - hegyi buldoghangya (Myrmecia pilosula)
    - éjjeli buldoghangya (Myrmecia pyriformis)
    - tüzes buldoghangya (Myrmecia urens)
- Prionomyrmecini nemzetség egy recens és egy kihalt nemmel:
  - Nothomyrmecia
  - †Prionomyrmex
- nemzetségbe sorolatlan nemek:
  - †Archimyrmex
  - †Avitomyrmex
  - †Macabeemyrma
  - †Myrmeciites
  - †Ypresiomyrma